# Torrent de la Font dels Pets
El torrent de la Font dels Pets, o torrent de Gobianes, és un torrent que discorre pel terme municipal de Talamanca, de la comarca del Bages. Neix, però, dins del terme municipal de Monistrol de Calders, al Moianès.
Es forma a llevant de la masia de Mussarra, a la Font dels Pets, i discorre el primer tram a migdia dels Cingles de Mussarra, després també al sud dels Cingles de la Lleixa, passa pels Gobians i s'aboca en la riera de Talamanca al sud-est del Molí del Menut i al nord-oest de la Sínia de Can Valls.
Aquest torrent fou escenari de la batalla de Talamanca.